# Garbade (Togo)
Garbade (también llamado Guarbade) es un lugar en el norte de la Región del Altiplano en la frontera con la Región Central en el estado de Togo en África occidental. Garbade es parte de la prefectura de Wawa con su sede administrativa en Badou. Se encuentra a una altitud de 247 metros y tiene 7404 habitantes.

## Historia
El nombre proviene del período colonial alemán de 1884 a 1916 y se refiere a la familia Garbade de Bremen. El lugar se pronuncia también Guarbade.